# Värikallio

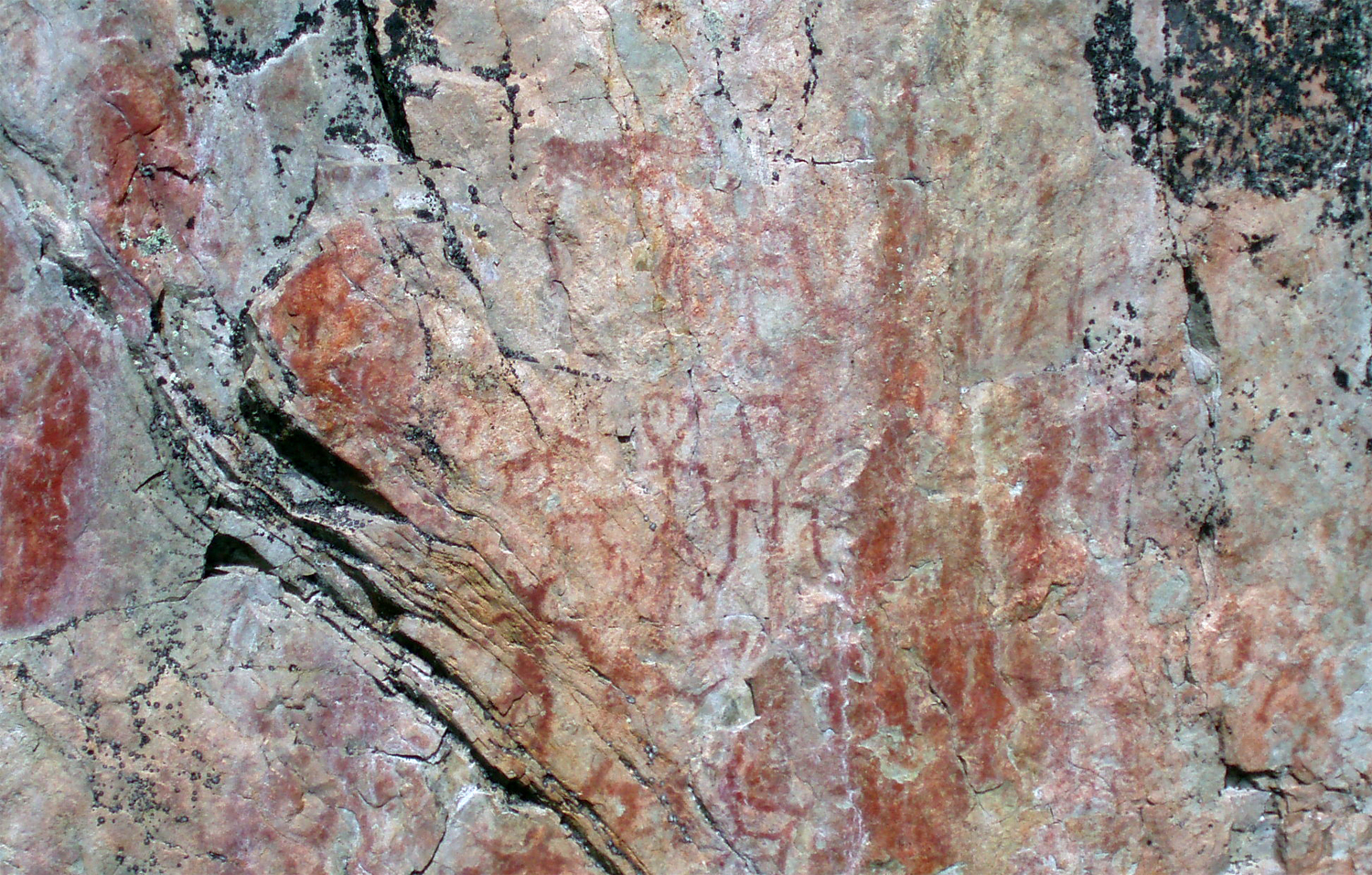
Hällmålning på Värikallio.

Värikallio är en tvärbrant klippa i östra ändan av sjön Somer i Suomussalmi nära gränsen till Kuusamo i Kajanaland. 
På bergsväggen upptäcktes 1977 en grupp hällmålningar på ett 10 meter långt område. Målningarna ligger på 0,2–2,5 meter höjd över sjöns yta och omfattar drygt 60 figurer målade med röd färg. Bergets yta är skadad och antalet målningar har ursprungligen varit större. Vanliga motiv är älgar och människor, av vilka de förra är spensligt avbildade, medan de senare har triangulärt huvud med markerade ögon och näsa. Figurerna uppvisar drag som är typiska för hällristningarna i Östkarelen och det stora ristningsområdet vid Nämforsen i Sverige; de skiljer sig därmed från landets övriga hällmålningar. I Värikallio möts sålunda den västliga och den östliga bergkonsten. Målningarna kan dateras till stenålderns slutskede 2 500–1 500 f.Kr. Värikallio ligger inom Hossa friluftsreservat och är ett omtyckt utflyktsmål. 